# Теряево (Вологодская область)
Теряево — деревня в Кирилловском районе Вологодской области.
Входит в состав Ферапонтовского сельского поселения, с точки зрения административно-территориального деления — в Ферапонтовский сельсовет.
Расстояние по автодороге до районного центра Кириллова — 26 км, до центра муниципального образования Ферапонтово — 4 км. Ближайшие населённые пункты — Ново, Дергаево, Глебовское, Бяковское, Мурганы, Ереминское.
По переписи 2002 года население — 13 человек.